# Vilanova de Meià
Vilanova de Meià – gmina w Hiszpanii, w prowincji Lleida, w Katalonii, o powierzchni 104,78 km². W 2011 roku gmina liczyła 423 mieszkańców.